# Jana Hensel

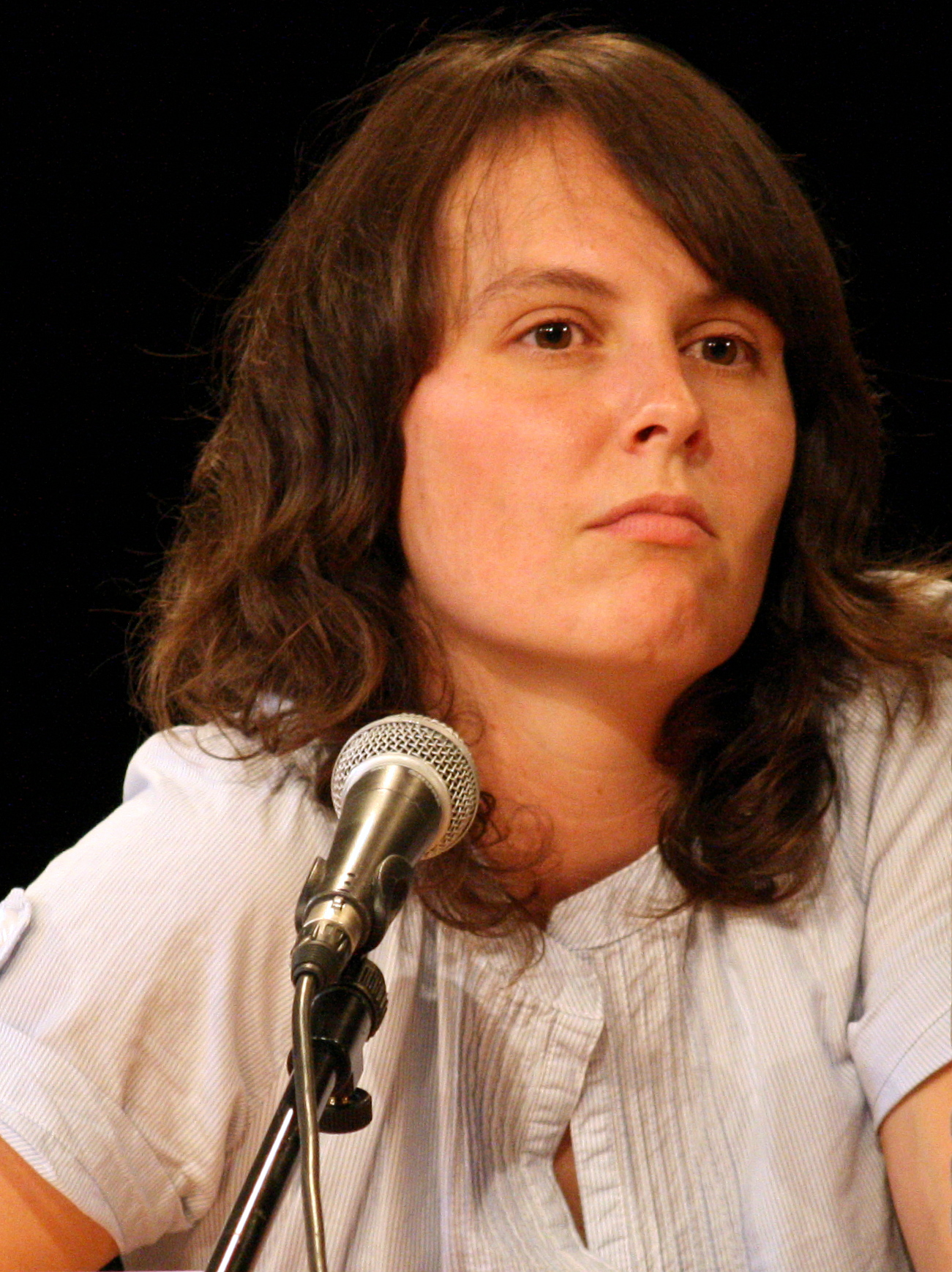
Jana Hensel, 2008

Jana Hensel (* 3. Juli 1976 in Borna) ist eine deutsche Autorin und Journalistin.

## Leben und Wirken
Hensel wuchs in Leipzig auf. Sie studierte Romanistik und Neuere Deutsche Literatur an der Universität Leipzig, in Marseille, Berlin und Paris. 1999 war sie Herausgeberin der Leipziger Literaturzeitschrift EDIT, 2000, zusammen mit Thomas Hettche, der Internetanthologie Null.
Im Jahr 2002 veröffentlichte sie das autobiographische Buch Zonenkinder (Anspielung auf die „Zone“ als umgangssprachlichen Begriff für die DDR), in dem sie ihre Erfahrungen mit der kulturellen Anpassung der DDR-Jugend an die westdeutsche Gesellschaft nach der Wiedervereinigung beschreibt. Anstoß zum Schreiben ihres Buches war nach eigener Aussage das Erscheinen von Florian Illies’ Buch Generation Golf 2000, in dem sie die Erfahrungen der ostdeutschen Generation nicht wiederfand. Die damalige CDU-Vorsitzende Angela Merkel lobte das Buch in einer Rezension. Das Buch wurde über ein Jahr lang auf der Sachbuch-Bestsellerliste des Spiegel geführt und verkaufte sich mehr als 350.000 Mal. Zonenkinder wurde in mehrere Sprachen übersetzt.
2008 erschien ihr zweites autobiografisch geprägtes Buch unter dem Titel Neue deutsche Mädchen, gemeinsam mit Elisabeth Raether geschrieben. Anfang Oktober 2009 erschien der Essayband Achtung Zone – Warum wir Ostdeutschen anders bleiben sollten. 2010 erhielt Jana Hensel den Theodor-Wolff-Preis der deutschen Zeitungen für den Artikel Vater Morgana (Die Zeit).
Hensel schrieb für Die Zeit und Die Welt.
Seit 2011 war sie als freie Autorin für die Wochenzeitung Der Freitag tätig, wo sie vorwiegend über ostdeutsche und frauenpolitische Themen schrieb. Zum April 2012 wurde sie als Nachfolgerin von Jörn Kabisch stellvertretende Chefredakteurin des Freitag. Sie verließ das Blatt zum Ende des Jahres 2014 „auf eigenen Wunsch“. 2017 erschien ihr erstes belletristisches Buch Keinland. Ein Liebesroman. In der Rezension der Süddeutschen Zeitung wurde „falsches Pathos“ und „die larmoyante Stimme“ der Erzählerin, in der Frankfurter Allgemeinen Zeitung „Kitsch und Klischeehaftigkeit“ des Buches beklagt. Seit 2018 ist Hensel Autorin von Zeit Online. Dort porträtierte sie unter anderem den Grünen-Vorsitzenden Robert Habeck oder interviewte die ehemalige Bundeskanzlerin Angela Merkel zu ihrer Amtszeit. Auch ein Porträt von Holger Friedrich, seit 2019 Besitzer des Berliner Verlags, fand Beachtung. Sie schildert darin, wie ihr Friedrich anbot, ihr Porträt nicht für die Zeit, sondern für die zu seinem Verlag gehörende Berliner Zeitung zu schreiben. 2019 erschien der Sammelband Wie alles anders bleibt – Geschichten aus Ostdeutschland mit bereits erschienenen Reportagen, Essays, Interviews und Porträts von Jana Hensel über Ostdeutschland. 2019 wurde Hensel vom Medium Magazin in der Rubrik Kultur zur „Journalistin des Jahres“ gewählt.
Jana Hensel lebt in Berlin und hat einen Sohn.

## Werke
- Zonenkinder. Rowohlt, Reinbek bei Hamburg 2002, ISBN 3-498-02972-X.
- mit Elisabeth Raether: Neue deutsche Mädchen. Rowohlt, Reinbek bei Hamburg 2008, ISBN 978-3-498-02994-4.
- Achtung Zone – Warum wir Ostdeutschen anders bleiben sollten. Piper Verlag, München 2009, ISBN 978-3-492-05365-5.
- Keinland. Ein Liebesroman. Wallstein, Göttingen 2017, ISBN 978-3-8353-3067-2.
- mit Wolfgang Engler: Wer wir sind. Die Erfahrung, ostdeutsch zu sein. Aufbau-Verlag, Berlin 2018, ISBN 978-3-351-03734-5.
- Wie alles anders bleibt. Geschichten aus Ostdeutschland. Aufbau Verlag, Berlin 2019, ISBN 978-3-351-03482-5.
- Der Weihnachtsmann und ich. Evangelische Verlagsanstalt, Leipzig 2019, ISBN 978-3-96038-207-2.
- mit Naika Foroutan: Die Gesellschaft der Anderen. Aufbau Verlag, Berlin 2020, ISBN 978-3-351-03811-3.